# Pheed
Pheed (рус. Фид) — бесплатная социальная сеть для пользователей ПК и мобильных устройств. Сайт Pheed был запущен 12 Октября 2012 года. Приложение для IPhone было запущено 10 ноября 2012 года, быстро поднявшись в Apple’s Top Charts. 19 Февраля 2013 года Pheed занял 1 место в App Top Charts в категории «социальные сети», обогнав такие приложения, как Twitter или Facebook.
Pheed позволяет пользователям делиться всеми видами цифрового контента, включающего в себя фото, видео, аудиозаписи, голосовые заметки, видео и трансляции. Пользователи могут подписаться на профили других людей и наблюдать за обновлениями в режиме реального времени; могут оценивать записи («фиды»), используя кнопки «love» «heartache»; использовать хештеги (слова, начинающиеся с #) или общаться между собой («pheedback»). Также пользователи имеют возможность добавлять фиды других пользователей к себе на страницу при помощи кнопки «remix». Пользователи могут искать контент по хештегам или при помощи фильтров, которые позволяют просматривать определенный вид контента (только фото, только видео и так далее).
Pheed заявил себя как бесплатная платформа, однако пользователи имеют возможность монетизации профиля. Для того, чтобы просмотреть такой аккаунт, другому пользователю нужно будет заплатить цену, установленную владельцем монетизированного аккаунта. Пока же большинство пользователей предпочитают иметь бесплатные аккаунты, однако в СМИ считают, что эта возможность поможет людям создавать качественный контент для интернета.
Слоган Pheed — «Express yourself», побуждающий пользователей загружать оригинальный и необычный контент. Одним из преимуществ этой социальной сети является то, что пользователь может поставить копирайт на свои материалы.

## История
Офис Pheed находится в Лос-Анджелесе (штат Калифорния) и был основан группой друзей, работающих в индустрии технологий и развлечений. Сооснователем компании и инвестором является O.D. Kobo — известный интернет-предприниматель.
В Pheed зарегистрировано более 200 профилей публичных людей, таких как Miley Cyrus, Diddy, Paris Hilton, Game, David Guetta и многие другие. Уже через несколько недель после запуска, в социальной сети было регистрировано около 500,000 новых пользователей.
Благодаря приложению для iPhone, запущенному 12 Ноября 2012 года, Pheed вошёл в Apple’s Top 100 Apps всего за 5 недель. К 18 декабря приложение было уже в Top 10 Apps в категории «социальные сети» в США и 100 apps ещё в 33 странах.
Отчасти из-за возмущения пользователей, вызванного изменениями в пользовательском соглашении в приложении Instagram, Pheed испытал большой приток новых пользователей в период с 18 по 25 декабря 2012 года. Об этом было написано в New York Times, где было сказано, что эта платформа «прыгнула на 9 место наиболее загружаемых приложений в Apple’s iTunes store, обогнав даже LinkedIn» и «получила столько новых пользователей, сколько не получило ни одно приложение в Соединенных Штатах».
31 декабря 2012 года была прекращена регистрация для новых пользователей, но снова была открыта 1 февраля 2013 года. Этот период отсутствия возможности регистрации был связан со всплеском роста пользователей и желанием сохранить базу данных.
19 февраля 2013 года Pheed был на 1 месте в Apple App Store в категории «социальные сети», обогнав Facebook, Twitter и даже Instagram в таких странах, как США, Великобритания и Канада. 20 февраля 2013 года Pheed был на 16 месте в общем рейтинге приложений App Store в США.

## Статистика
Pheed был назван прессой как новый Twitter или следующее поколение социальных сетей. Forbes описал Pheed как «Twitter с бизнес планом», а Fortune поставила Pheed на 1 место из 7 в Social Networks to Watch in 2013.
Из-за того, что в Pheed зарегистрировано много звезд, эта платформа стала особенно популярна среди как известных, так и неизвестных креативных личностей: фотографов, артистов, музыкантов, моделей и дизайнеров.
Что интересно, сообщество скейтеров тоже выступает в поддержку Pheed, включая наиболее известных скейтеров мира. В благодарность им, создатели платформы поставили рамп на территории их офиса в Лос-Анджелесе, куда могут приходить кататься и развлекаться местные скейтеры.

## Бизнес модель
Pheed, упомянутый Forbes и Inc. как «Twitter с бизнес планом», предлагает пользователям опцию монетизирования путём помесячной платы за просмотр их канала или по системе pay-per-view (недоступная ссылка). Таким образом, компания создает небольшой раскол между обычными и Premium пользователями, однако основная идея такова, что благодаря платным аккаунтам, Pheed может поддерживать рост прибыли без использования рекламы. Идея запуска социальной сети с бизнес планом получила большое освещение в прессе как привлекательный способ развития стартапа, который заботится одновременно о пользователях и деньгах.

## Закрытие
Pheed была закрыта 11 апреля 2016 года.

## Пресса о Pheed
- Новый социальный сайт Pheed. Первые впечатления
- «Is Pheed the New Twitter?»
- «Pheed is feeding teens' thirst for social media»
- «Pheed the world: an interview with Pheed CEO O.D Cobo»
- «7 social networks to watch in 2013»